# Cho Byung-kuk
Cho Byung-Kuk (Ulsan, 1 juli 1981) is een Zuid-Koreaans voetballer.

## Carrière
Cho Byung-Kuk speelde tussen 2002 en 2011 voor Suwon Samsung Bluewings, Seongnam Ilhwa Chunma en Vegalta Sendai. Hij tekende in 2012 bij Júbilo Iwata en in 2013 bij Shanghai Shenhua.

## Zuid-Koreaans voetbalelftal
Cho Byung-Kuk debuteerde in 2003 in het Zuid-Koreaans nationaal elftal en speelde 12 interlands, waarin hij 1 keer scoorde.